# Victoria II: la alegría nos pertenece
Victoria II: la alegría nos pertenece es una película documental peruana de 2023, dirigida por Alan Cuba Sifuentes que narra las vivencias de los jugadores y el cuerpo técnico para la consecución del bicampeonato de 2022 del Club Alianza Lima.
El 16 de octubre de 2023 se realizó el avant premiere para jugadores, cuerpo técnico y algunos fanáticos que lograron adquirir localidades. Dos días después, el 18 de octubre, se estrenó oficialmente en la plataforma de streaming AlianzaPlay.

## Sinopsis
Después de una temporada 2021 llena de sorpresas, Alianza Lima se embarcaría en la temporada 2022 para defender su título nacional, la cual culminaría en un memorable bicampeonato tras ganar ambos torneos cortos. «Victoria II: la alegría nos pertenece» incluye relatos de los jugadores que integraron el equipo en 2022, además de imágenes exclusivas del equipo y los encuentros más importantes.